# هرمان ياكوبي
هرمان ياكوبي (بالألمانية: Hermann Jacobi)‏ (و. 1850 – 1937 م) هو مختص في علم الهنديات، وSanskrit scholar ‏، ومترجم، وأستاذ جامعي ألماني، ولد في كولونيا، كان عضوًا في أكاديمية العلوم في غوتينغن، والأكاديمية الروسية للعلوم، والأكاديمية البروسية للعلوم، والأكاديمية الأمريكية للفنون والعلوم، والأكاديمية البافارية للعلوم والعلوم الإنسانية، توفي في بون، عن عمر يناهز 87 عاماً.

## التعليم
تعلم في جامعة كلكتا، وتعلم في جامعة هومبولت في برلين، وتعلم في جامعة بون
.